# Rattus lugens
Rattus lugens é uma espécie de roedor da família Muridae.
Apenas pode ser encontrada na Indonésia.